# 浙江大学报
《浙江大学报》是中共浙江大学委员会主办、浙江大学报编辑部出版的一份大学报纸。

## 简介
新浙大成立后，新《浙江大学报》也于1998年9月15日正式建立。当时它是全国高校中国家新闻出版总署和教育部批准的唯一一张具有国内统一刊号的对开大报。
现任总编为李军。

## 主题版面
- 要闻版
- 综合新闻、专题报道
- 学者访谈
- 大学时代
- 新思新论
- 记者观察
- 教科视野
- 热点透视
- 求是苑
- 八面来风